# Hammerfight
Hammerfight (прежнее название — Hammerfall) — компьютерная игра в жанре аркады, разработанная российским независимым разработчиком Константином Кошутиным. Игра распространяется как на компакт-диске, так и через системы цифровой дистрибуции Steam и Desura. Имеет английскую и русскую версии.
В 2015 году началась разработка сиквела Highfleet, в котором система геймплея несколько изменена, относительно первой части.

## Игровой процесс
Игра по геймплею напоминает файтинг: сражения игрока с разнообразными противниками походят на рукопашный бой.
В течение всей игры игроку предстоит, используя огромный арсенал разнообразного колющего, режущего, дробящего и огнестрельного оружия, участвовать в сражениях на коптерах — фантастических летающих бронированных аппаратах, работающих на пару. В сражениях с противником игрок может разрушать объекты на арене, обезоружив, заполучить вооружение врага себе, а после боя отправиться в тренировочный зал, где можно производить тренировки и различные улучшения своего летающего аппарата, такие как смена брони и оружия, покупка дополнительной экипировки. Кроме прохождения сюжетных миссий, можно участвовать в битвах на арене, зарабатывая славу, почётные титулы и золото, отправляться на охоту и турниры по хаммерболу.

### Управление
В игре используется мышь — её движения преобразуются в движения управляемого игроком летательного аппарата. Вращая аппарат и раскручивая прикрепленное к нему оружие, можно совершать удары. Разгоняя аппарат, можно выпускать метательное оружие. При помощи колесика мыши можно менять текущее оружие. Нажатие левой кнопки мыши вызывает появление брони, стрельбу из порохового оружия и применение зелий. Также при помощи кнопок мыши можно объединять друг с другом, инкрустировать камнями, выкидывать и подбирать оружие прямо во время игры.

### Снаряжение
Игрок может выбрать различное холодное оружие: разнообразные боевые молоты, боевые цепы, клевцы, топоры, чеканы, мечи. Оружие имеет разную массу, и, соответственно, может наносить удары с разной силой и скоростью. Также он может взять дротики и гасты — для метания их в противника. Оружие можно получить за заслуги или купить в тренировочном зале.
Присутствует также огнестрельное оружие — оно действует, будучи объединённым с каким-либо холодным оружием.
Холодное оружие можно инкрустировать драгоценными камнями (всего их пять видов по три размера) — они усиливают мощь оружия и дополняют его различными магическими свойствами. Камни добываются в режиме игры «Славная охота» («Grim»), кроме того, в режимах «Путь воина» («Solo») и «Единоборства на арене» («Arena») можно выбить у некоторых противников оружие, уже инкрустированное камнями, и подобрать его.
На коптер можно надеть броню различной степени прочности.
Также можно приобрести несколько видов зелий — для автоматического пополнения уровня здоровья во время боя, а также для уменьшения здоровья противника.

## Режимы игры
В игре Hammerfight есть пять игровых режимов, отличающихся игровым процессом и целями.

### Solo (Путь воина)
Это первый игровой режим, доступный игроку в начале игры. Это режим сюжетной кампании, который начинается с обучения основам. Путь воина состоит из четырёх сюжетных глав с тремя возможными развилками, выбор которых зависит от игрока и от выбора которых зависит открытие новых режимов игры. Кампания состоит из различных боев. Кампания снабжена скриптовыми сценами — когда игрок не может управлять своим летающим аппаратом, а должен следить за событиями или читать диалог персонажей. В случае, если игрок не может пройти ту или иную миссию, ему время от времени предлагают отдать все деньги за золотую буллу, позволяющую пропустить это задание. Между сюжетными заданиями также бывают заставки с текстом, повествующим о важных игровых событиях.

#### Сюжет
Предыстория Игра является развитием истории, описанной в игре «Вангеры». События игры разворачиваются в вымышленном мире (в закрытом от «скверны» сегменте пространства) с восточным колоритом, в котором живут три великих дома — Кадиш, Келетэ и Гаяр. Долгое время все три дома жили в мире, пока один из правителей дома Гаяров — Месмет-Сидраил не начал кровопролитную войну и не привел свой дом к власти, но спустя несколько лет народы двух других домов подняли восстание и трон занял дом Кадиш, а дом Гаяров попал в немилость и подвергся гонениям. Игроку предстоит выступить в роли молодого воина из рода Гаяров.
Первая глава «Гаяры» После начальной тренировки игроку предстоит выбор — либо принять участие в охоте на червей, либо отправится к скале народа сайади чтобы успеть к началу испытания охотников. Независимо от выбора в конце главы молодого Гаяра пленяют.
Вторая глава «Мелка» После нескольких выступлений в роли раба-гладиатора, перед игроком встает выбор сразится в ямах с гигантским софитом или игнорировать этот бой. После победы на арене Мелки, игровой персонаж поддерживает восстание, организованное Хумидом-Аль-Рахимом, или же по просьбе наставника отправляется на помощь жителям Авер-Азида.

### Hall (Тренировочный зал)
Режим открывается после частичного прохождения сюжета. В тренировочном зале висит неиспользуемое оружие игрока и где можно приобрести оружие, латы и зелья. Также можно узнать параметры текущего оружия, прочесть совет и потренироваться на висящем чурбаке.

### Arena (Единоборства на арене)
Как и другие, этот режим появляется после того, как вы откроете его в сюжетной кампании. Представляет собой одну из трех карт, на которых происходят одиночные и командные бои. За победы на арене игрок получает славу, почётные звания, которые позволяют носить новые виды оружия. Также иногда в боях на арене вместе со званием можно получить новое оружие.

### Grim (Славная охота)
Этот режим открывается после прохождения определенного этапа кампании. Представляет собой карту, на которой нужно охотиться на летающих червей. За победу над главным чудовищем можно получить камень для инкрустации оружия. Есть три вида камней. Маленькие имеют силу первой степени и вставляются в любые гнёзда (без возможности достать). Большие камни обладают силой второй степени и не могут быть вставлены в маленькие гнезда. Огромные камни обладают силой третьей степени и встречаются невероятно редко. Могут быть вставлены только в «золотые» слоты. Сами камни обладают следующими свойствами:
- Рубин — Ярость фурий: Восстановление жизни.
- Топаз — Заклинатель огня: Призыв пламени и защита обладателя от огня.
- Изумруд — Призрачный воин: Позволяет владельцу приобретать бесплотность и уходить от удара.
- Сапфир — Дыхание бездны: Замораживает все вокруг.
- Аметист — Свечение: Наносит урон всему железному что находится вокруг обладателя.

Также в файлах игры можно найти упоминание шестого камня (золотого), однако в игре получить его нельзя

### Hammerball (Арена хаммербола)
Режим спортивного состязания, которое, как и Славная охота, может появиться, если игрок выберет нужный вариант развития событий на третьей развилке. Представляет собой зал с двумя воротами на противоположных концах. Игроку необходимо забить деревянным молотом как можно больше шаров в чужие ворота и не допустить попадания шара в свои ворота. За победу можно получить редкое оружие.

## Многопользовательская игра
Игрой Hammerfight предусмотрена возможность многопользовательской игры за одним компьютером до четырёх игроков одновременно. При этом необходимо присоединить дополнительные мыши. 
Чтобы играть в режиме мультиплеера за одним компьютером необходимо, после включения в настройках multi mouse, перезапустить игру, вставить дополнительные мыши и щелкнуть их левыми кнопками.

## Оценки
| Сводный рейтинг       | Сводный рейтинг |
| Агрегатор             | Оценка          |
| --------------------- | --------------- |
| GameRankings          | 71,25%          |
| Иноязычные издания    |                 |
| Издание               | Оценка          |
| GamesRadar+           | [ 2 ]           |
| Русскоязычные издания |                 |
| Издание               | Оценка          |
| StopGame.ru           | «Изумительно»   |
| «Игромания»           | 8/10            |

В 2008 году игра Hammerfight стала претендентом на главную награду международного фестиваля независимых игр Independent Games Festival.